# LUX 023
LUX 023 fue un evento de artes marciales mixtas producido por LUX Fight League, que se llevó a cabo el 17 de junio de 2022 en el Centro Expositor de Puebla de Zaragoza, Puebla, México.

## Antecedentes
LUX 023 marcó la primera visita de la promoción a Puebla de Zaragoza, siendo la quinta ciudad en la que se alberga un evento.
El evento estelar conto con una pelea por el Campeonato de Peso Gallo de LUX entre el campeón Marco Beltrán y Rodolfo Rubio.

## Resultados
1. ↑  Por el Campeonato de Peso Gallo de LUX